# Adriane Lopes
Adriane Lopes   (Grandes Rios, 26 de juny de 1976) és una advocada i política brasilera, batllessa de Campo Grande des del 2 d'abril de 2022.

## Carrera política
És advocada, diplomada en dret i teologia i té un màster en administració pública i gestió urbana. Va treballar durant quatre anys a l'Agència Estatal per l'Administració del sistema penitenciari (Agepen) del Brasil.
En la campanya electoral de les municipals brasileres de 2016, va formar parella amb Marquinhos Trad com a candidata a vice-alcaldesa, resultant guanyadors dels comicis. Quatre anys després, van repetir resultat per la legislatura 2021-2024.
Lopes va ocupar el càrrec de batllesa l'abril de 2022, després de la renúncia de Trad, que optava al càrrec de governador de Mato Grosso do Sul.

## Vida personal
Lopes va néixer al Paranà, filla de Gisleni Garcia Barbosa i Antônio Ferreira Barbosa. En la seva joventut va treballar en la fàbrica de gelats del seu pare.
Està casada amb el polític Lídio Lopes i tenen dos fills: Bruno i Matheus Lopes.